# William Dod

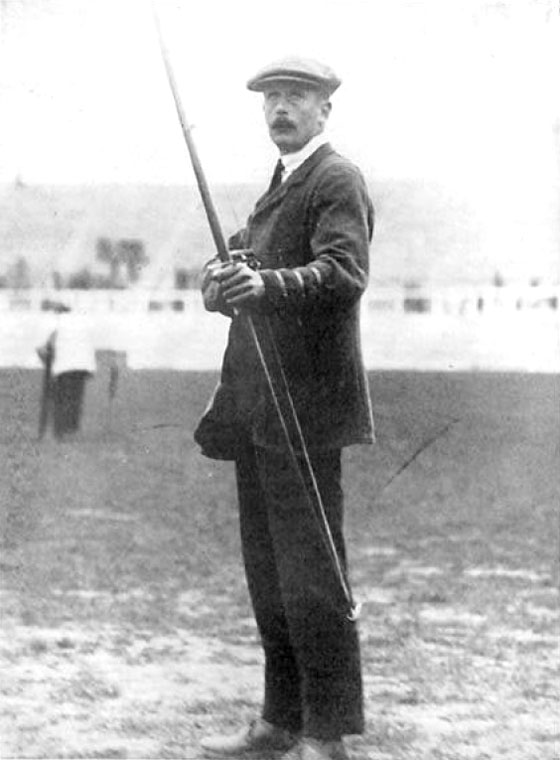
William Dod

William Dod (Bebington, 18 juli 1867 - Earls Court (Londen), 8 oktober 1954) was een Britse boogschutter.
Dod kwam uit een welgestelde familie en hoefde niet te werken, hij kreeg thuis privélessen. Dod hield van sport en deed aan golf, boogschieten en jagen. Hij ging pas meedoen aan schietwedstrijden toen hij in 1906 met zijn zus Lottie Dod van Cheshire naar Berkshire verhuisde. Ze sloten zich daar aan bij de Welford Park boogschietvereniging. Twee jaar daarna werd Dod kampioen op de Olympische Spelen in Londen. Zijn zus Lottie werd tweede bij de vrouwen. Zij waren hiermee de eerste broer en zus die samen een medaille wonnen op de Spelen.
In 1909 en 1911 won Dod het Brits nationaal kampioenschap. Hij stopte met schietwedstrijden en ging weer golfen. Tijdens de Eerste Wereldoorlog diende hij bij de fuseliers en stapte even later over naar de marine. Hij diende in Frankrijk, tot hij gewond raakte en terugkeerde naar Engeland.
1904: George Bryant ·
1908: William Dod ·
1972: John Williams ·
1976: Darrell Pace ·
1980: Tomi Poikolainen ·
1984: Darrell Pace ·
1988: Jay Barrs ·
1992: Sébastien Flute ·
1996: Justin Huish ·
2000: Simon Fairweather ·
2004: Marco Galiazzo ·
2008: Viktor Roeban ·
2012: Oh Jin-hyek ·
2016: Ku Bon-chan ·
2020: Mete Gazoz ·
2024: Kim Woo-jin